# Kerulen
Kerulen (mong. Хэрлэн гол, Cherlen gol; chiń. upr. 克鲁伦河; chiń. trad. 克魯倫河; pinyin Kèlǔlún Hé) – rzeka we wschodniej Mongolii, i północno-wschodnich Chinach. Długość 1264 km (w tym 174 km dolnego biegu w granicach Chin), powierzchnia zlewni 120 tys. km².
Źródła leżą w Chenteju, w ajmaku chentejskim. Kerulen kończy się wpadając do jeziora Hulun Hu w północnych Chinach. W rzece liczne ryby, a szczególnie szczupak, karp, okoń i sum.
Kerulen przepływa przez dwie stolice ajmaków – miasta Öndörchaan i Czojbalsan.